# Gartner
Gartner, Inc. – założone w 1979 roku w Stanach Zjednoczonych przedsiębiorstwo analityczno-badawcze specjalizujące się w zagadnieniach strategicznego wykorzystania technologii oraz zarządzania technologiami.
Gartner działa obecnie w 100 krajach, zatrudnia ok. 8800 pracowników, w tym 1200 analityków (Gartner Research) i 600 konsultantów (Gartner Consulting). Spółka Gartner, Inc. jest notowana na amerykańskiej giełdzie New York Stock Exchange. Siedziba przedsiębiorstwa znajduje się w Stamford, w stanie Connecticut, w Stanach Zjednoczonych.

## Działalność
Głównym obszarem działania jest dostarczanie wiedzy potrzebnej do podejmowania decyzji dotyczących technologii informacyjnych poprzez oferowany na zasadzie subskrypcji program, obejmujący dostęp do analityków oraz raportów publikowanych przez Gartnera.
W obszarze zarządzania technologiami przedsiębiorstwo zajmuje się m.in. takimi problemami jak:
- tworzenie aplikacji (ERP, CRM, portale korporacyjne, tworzenie i zarządzania treściami),
- business intelligence i zarządzanie informacją,
- usprawnianie procesów biznesowych,
- architektura korporacyjna,
- infrastruktura i operacje IT,
- zarządzanie programami i portfelami projektów,
- bezpieczeństwo i zarządzanie ryzykiem,
- pozyskiwanie rozwiązań technologicznych z rynku i zarządzanie relacjami z dostawcami.

## Przejęcia i inwestycje
Odkąd Gartner wszedł na giełdę w 1993 roku, spółka dokonała ponad 32 przejęć i inwestycji. Te przedsiębiorstwa, ludzie i produkty poszerzają jej kompleksowy pakiet rozwiązań produktowych dla biznesu i specjalistów IT na całym świecie.
Przejęcia oraz inwestycje dokonane przez Gartner, Inc.:
- CEB (2017) – badania z zakresu IT, finansów, HR, prawa, sprzedaży,
- SCM World (2016),
- Capterra (2015),
- Nubera (2015),
- Senexx (2014),
- Marketvisio (2014),
- Software Advice (2014),
- IDEAS International (2012) – dostawca narzędzi do badań i analiz informatycznych dla dużych korporacji,
- Burton Group, Inc. (2009) – przedsiębiorstwo oferujące badania i usługi doradcze, specjalizujące się w ofercie dla specjalistów z branży IT,
- AMR Research, Inc. (2009) – przedsiębiorstwo oferujące badania i usługi doradcze w obszarze zarządzania łańcuchem dostaw,
- META Group (2005) – dostawca usług z obszaru badań IT, usług doradczych i consultingu strategicznego.